# 拉兹克耶
拉兹克耶（法語：Razecueillé，法語發音：[ʁazkœje]）是法国上加龙省的一个市镇，属于圣戈当区。

## 地理
拉兹克耶（42°58'5"N, 0°47'52"E）面积6.5 平方千米，位于法国奧克西塔尼大區上加龙省，该省份为法国西南部内陆省份，西南端与西班牙接壤，自此顺时针与上比利牛斯省、热尔省、塔恩-加龙省、塔恩省、奥德省和阿列日省接壤。
与拉兹克耶接壤的市镇（或旧市镇、城区）包括：布茨、米亚、波尔泰达斯佩、桑古阿涅。

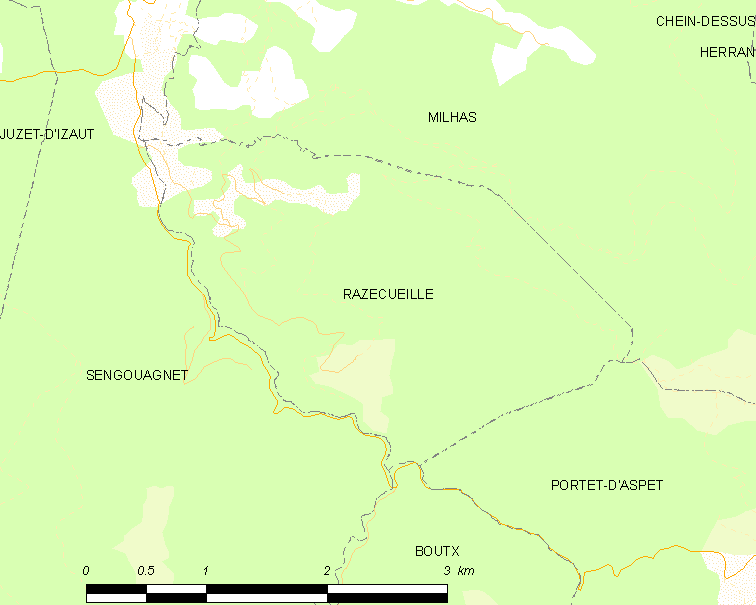
拉兹克耶的OSM定位图

拉兹克耶的时区为UTC+01:00、UTC+02:00（夏令时）。

## 行政
拉兹克耶的邮政编码为31160，INSEE市镇编码为31447。

## 政治
拉兹克耶所属的省级选区为巴涅尔德吕雄县。

## 人口

1962-2008年间拉兹克耶人口变化图示

拉兹克耶于2022年1月1日时的人口数量为31人。